# ليونارد فيليب كاولي
ليونارد فيليب كاولي (بالإنجليزية: Leonard Philip Cowley)‏ هو كاهن كاثوليكي أمريكي، ولد في 3 فبراير 1913، وتوفي في 18 أغسطس 1973.